# Rhypagla glareosa
Rhypagla glareosa là một loài bướm đêm trong họ Erebidae.